# Муваталли III (царь Гургума)
Муваталли III (также Муталли III и Муталлу III; умер не ранее 711 до н. э.) — последний правитель сиро-хеттского царства Гургум до 711 года до н. э.

## Биография
Муваталли III известен только из написанных на аккадском языке ассирийских надписей, в которых он назван Муталли или Муталлу. Согласно этим историческим источникам, он был сыном царя Гургума Тархулары. О родственных связях Муваталли III с предшествовавшими правителями Гургума ничего не известно. Однако так как Муваталли III носил распространённое в царской семье Гургума имя, предполагается, что он и его отец могли принадлежать к местной династии, первым известным представителем которой был живший в конце XI века до н. э. Астувараманза, а последним — правивший около 800 года до н. э. Халпарунтия III.
Незадолго до 711 года до н. э. (или даже в этом году) Муваталли III убил Тархулару и сам взошёл на престол. Возможно, государственный переворот был инспирирован правителями Фригии Миттой или Урарту Аргишти II, врагами ассирийского царя Саргона II, верным вассалом которого был Тархулара. Мнение некоторых историков о том, что Турхулара был устранён по приказу правителя Ассирии, не соответствует действительности.
В ответ в 711 году до н. э. Саргон II направил против узурпатора войско. Утверждения, что целью похода ассирийцев был не только правитель Гургума, но и восставший царь Камману Тархунази, вызывают серьёзные сомнения. Столица Муваталли III город Мараш (современный Кахраманмараш) был захвачен, а сам царь свергнут и отправлен в Ассирию. О дальнейшей судьбе Муваталли III сведений не сохранилось.
Муваталли III — последний известный правитель Гургума. После его свержения подвластные ему территории были присоединены к Ассирии, став частью провинции Маркас, главным городом которой был Мараш. Следующее после свержения Муваталла III письменное свидетельство о Гургуме относится к 682 году до н. э., когда в одном из документов было названо имя управлявшего этими землями ассирийского чиновника. В статусе провинции ранее подвластные царям Гургума территории просуществовали до самого падения Ассирии в конце VII века до н. э.

## Комментарии

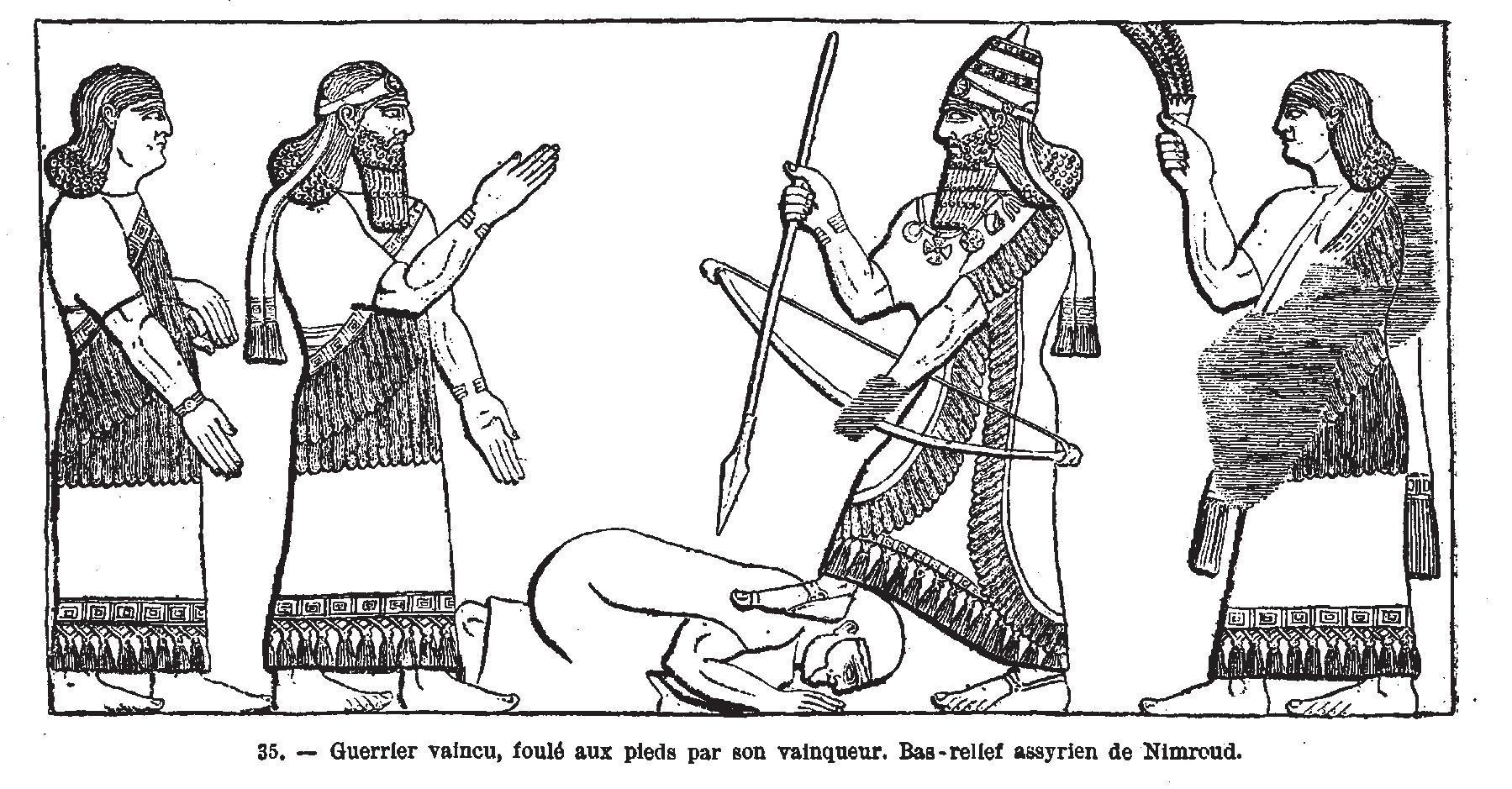
Поверженный воин под пятой царя-победителя.
Ассирийский рельеф из Нимруда

1. ↑  Иногда Муваталли II, если первым властителем Гургума с этим именем считают одноимённого правителя середины IX века до н. э.[1]
2. ↑  Р. Груссе датировал поход Саргона II в Гургум 710 годом до н. э.[11]